# 파데예프-포포프 유령
양자장론에서 파데예프-포포프 유령(Faddeev–Popov ghost)은 게이지 이론의 경로 적분을 정의할 때 발생하는 가상의 입자들이다. 이들은 실재하지 않으나, 파인먼 도형들을 계산할 때 필요하다.

## 전개
게이지 장 {\displaystyle A}를 가지고, 게이지 변환들의 군 {\displaystyle G}를 가진 게이지 이론의 경로 적분을 생각하자.
{\displaystyle Z={\frac {1}{\operatorname {vol} (G)}}\int DA\,\exp(iS[A])}.
게이지 군의 부피 {\displaystyle \operatorname {vol} (G)}는 다루기 불편하므로, 대신 게이지 조건(gauge condition)을 가한다. {\displaystyle F(A)}가 게이지 조건이라고 하자. 그렇다면 이에 대한 디랙 델타와, 이에 대한 야코비안 {\displaystyle \det(\delta G(\alpha (A))/\delta \alpha )}을 경로 적분에 삽입한다.
{\displaystyle Z={\frac {1}{\operatorname {vol} (G)}}\int DA\,\exp(iS[A])\int _{G}d\alpha \,\delta (F(A))\det(\delta F(\alpha (A))/\delta \alpha )}.
게이지 이론의 경우, 그 측도 {\displaystyle DA}는 게이지 변환에 대하여 야코비안이 발생하지 않는다. (그렇지 않을 경우는 변칙이라고 하고, 이 경우 게이지 이론은 존재할 수 없다.) 또한, 그 작용 {\displaystyle S[A]}도 게이지 불변이다. 또한, 야코비안 {\displaystyle \det(\delta F(\alpha (A))/\delta \alpha )}는 대개 {\displaystyle \alpha }에 의존하지 않는다. 따라서 {\displaystyle A\mapsto \alpha ^{-1}(A)}로 변수를 바꾸자.
{\displaystyle Z={\frac {1}{\operatorname {vol} (G)}}\int DA\,\exp(iS[A])\int _{G}d\alpha \,\delta (F(A))\det(\delta F(\alpha (A))/\delta \alpha )}
{\displaystyle =\int DA\,\exp(iS[A])\,\delta (F(A))\det(\delta F(\alpha (A))/\delta \alpha )}.
따라서, 작용에
{\displaystyle S'=-i\log \delta (F(A))-i\log \det {\frac {\delta (F(\alpha (A)))}{\delta \alpha }}}
두 개의 항이 더해진다. 첫 번째 항은 게이지 고정항(gauge-fixing term)이다. 두 번째 항은 함수 행렬식이다. 이는 게이지 군이 아벨 군일 경우 상수이며, 게이지 군이 아벨 군이 아닐 경우는 반가환 스칼라장에 대한 경로 적분으로 나타낼 수 있다. 이 장을 파데예프-포포프 유령이라고 한다.
양-밀스 이론의 경우 게이지 조건을
{\displaystyle F(A)=\partial \cdot A}
라고 하자. 게이지 변환은
{\displaystyle \alpha (A)=A+\partial \alpha -i[A,\alpha ]}
이므로,
{\displaystyle \det {\frac {\delta F(\alpha (A))}{\delta \alpha }}=\det(\partial ^{2}-i\partial \cdot [A,\cdot ])}
이다. 이 경우 반가환 딸림표현 복소 스칼라장 {\displaystyle c}를 도입하여, 함수 행렬식을
{\displaystyle \det(\partial ^{2}-i\partial \cdot [A,\cdot ])=\int Dc\,D{\bar {c}}\,\exp(i\int d^{4}x\,{\bar {c}}(\partial ^{2}c-i\partial \cdot [A,c]))}
로 쓸 수 있다. 따라서 작용에 다음과 같은 유령항
{\displaystyle S_{\text{ghost}}=\int d^{4}x\,{\bar {c}}(\partial ^{2}c-i\partial \cdot [A,c])}
이 더해진다.

## 역사
류드비크 파데예프와 빅토르 니콜라예비치 포포프(러시아어: Ви́ктор Никола́евич Попо́в)가 1967년 도입하였다.